# Liste der Naturdenkmale in Werder (Havel)
Die Liste der Naturdenkmale in Werder (Havel) nennt die Naturdenkmale in Werder (Havel) im Landkreis Potsdam-Mittelmark in Brandenburg getrennt nach Ortsteilen. Diese Liste entspricht möglicherweise nicht dem aktuellen Stand der offiziellen Naturdenkmalliste. Diese kann über die zuständigen Behörden eingesehen werden. Daher garantiert das Vorhandensein oder Fehlen eines Objekts in dieser Liste nicht, dass es zum gegenwärtigen Zeitpunkt ein eingetragenes Naturdenkmal ist oder nicht.
In den Spalten befinden sich folgende Informationen:
- Nr.: Identifizierungsnummer nach veröffentlichter Liste. Sie wird von der unteren Naturschutzbehörde des Landkreises oder der kreisfreien Stadt vergeben. Wenn sie bekannt ist, wird sie angegeben. In dieser Spalte kann sich zusätzlich das Wort Wikidata befinden, der entsprechende Link führt zu Angaben zu diesem Naturdenkmal bei Wikidata.
- Bezeichnung: Benennung des Naturdenkmals, in der Regel wird bei Bäume die Baumart genannt. Bekannte Eigennamen werden mit angegeben.
- Gemarkung: Ort oder Gemarkung, in der sich das Naturdenkmal befindet
- Lage: Nennt die Lage des Naturdenkmals im jeweiligen Ortsteil und die geografischen Koordinaten des Naturdenkmals. Link zu einem Kartenansichtstool, um Koordinaten zu setzen. In der Kartenansicht sind Naturdenkmale ohne Koordinaten mit einem roten beziehungsweise orangen Marker dargestellt und können in der Karte gesetzt werden. Denkmale ohne Bild sind mit einem blauen bzw. roten Marker gekennzeichnet, Denkmale mit Bild mit einem grünen beziehungsweise orangen Marker.
- Beschreibung: die Beschreibung des Naturdenkmales
- Schutzzweck: Erläutert den Grund der Unterschutzstellung
- Bild: Zeigt ein Bild des Naturdenkmales und gegebenenfalls ein Link zu weiteren Fotos im Medienarchiv Wikimedia Commons

## Derwitz
| Bild                                    | Bezeichnung   | Lage        | Beschreibung                                                 | Schutzzweck                                       | Nummer |
| --------------------------------------- | ------------- | ----------- | ------------------------------------------------------------ | ------------------------------------------------- | ------ |
| Direkt Bild zu diesem Denkmal hochladen | Maulbeerbäume | Derwitz, () | 9 Weiße Maulbeerbäume (Morus alba). Kronendurchmesser 5–11 m | Seltenheit, Eigenart, kulturhistorische Bedeutung | 128-01 |

## Kemnitz
| Bild                           | Bezeichnung | Lage | Beschreibung                                        | Schutzzweck                                  | Nummer |
| ------------------------------ | ----------- | --- | --------------------------------------------------- | -------------------------------------------- | ------ |
| Weitere Bilder Fotos hochladen | Eiche       | Kemnitz, Kemnitz, Straße zwischen Kemnitz und Werder, OT An der Eiche (52° 24′ 3,3″ N, 12° 53′ 20,6″ O) | Stiel-Eiche (Quercus robur). Kronendurchmesser 30 m | Seltenheit, Eigenart, Größe                  | 292-01 |
| Weitere Bilder Fotos hochladen | Eichen      | Kemnitz, am Plessower See neben Autobahn (52° 24′ 13,5″ N, 12° 52′ 23,7″ O)                             | 4 Eichen. Kronendurchmesser 30/28/22/21 m           | Seltenheit, Eigenart, Größe, Landschaftsbild | 292-02 |

## Petzow
| Bild                                    | Bezeichnung  | Lage | Beschreibung                                            | Schutzzweck                                    | Nummer |
| --------------------------------------- | ------------ | --- | ------------------------------------------------------- | ---------------------------------------------- | ------ |
| BW                                      | Ginkgo-Bäume | Petzow, Löcknitz, dicht vor einem Wohnhaus an der Geflügelfarm (Löcknitz) (52° 19′ 53,1″ N, 12° 55′ 54,2″ O) | 2 Ginkgo (Ginkgo biloba). Kronendurchmesser je 10 m     | Seltenheit, Eigenart, dendrologische Bedeutung | 656-06 |
| BW                                      | zwei Linden  | Petzow, Kammeroder Weg (52° 20′ 21,2″ N, 12° 56′ 3,6″ O)                                                     | 2 Linden (Tilia spec.). Kronendurchmesser je 10 m       | Seltenheit, Eigenart, Landschaftsbild          | 656-09 |
| Direkt Bild zu diesem Denkmal hochladen | Linden-Reihe | Petzow, ()                                                                                                   | 7 Linden (Tilia spec.). Kronendurchmesser 20 m          | Seltenheit, Eigenart, Landschaftsbild          | 656-10 |
| Weitere Bilder Fotos hochladen          | Lindentor    | Petzow, Bliesendorfer Weg (52° 20′ 28″ N, 12° 55′ 40,9″ O)                                                   | 4 Linden (Tilia spec.). Kronendurchmesser zusammen 20 m | Seltenheit, Eigenart, Landschaftsbild          | 656-11 |

## Plessow
| Bild | Bezeichnung | Lage                                                              | Beschreibung           | Schutzzweck                           | Nummer |
| ---- | ----------- | ----------------------------------------------------------------- | ---------------------- | ------------------------------------- | ------ |
| BW   | Birke       | Plessow, auf dem Karfunkelberg (52° 22′ 10,2″ N, 12° 52′ 41,1″ O) | Kronendurchmesser 13 m | Seltenheit, Eigenart, Landschaftsbild | 472-01 |

## Werder
| Bild                           | Bezeichnung | Lage | Beschreibung                                                       | Schutzzweck                           | Nummer |
| ------------------------------ | ----------- | --- | ------------------------------------------------------------------ | ------------------------------------- | ------ |
| Weitere Bilder Fotos hochladen | Blutbuche   | Werder, Grünanlage Unter den Linden/Potsdamer Straße (52° 22′ 35,2″ N, 12° 56′ 7,8″ O)                                                                   | Blutbuche (Fagus sylvatica „Atropurpurea“). Kronendurchmesser 20 m | Seltenheit, Eigenart, Ortsbild        | 656-02 |
| Weitere Bilder Fotos hochladen | Eiche       | Werder, Alter Marktplatz Inselstadt (52° 22′ 46″ N, 12° 56′ 29,9″ O)                                                                                     | Stiel-Eiche (Quercus robur). Kronendurchmesser 25 m                | Seltenheit, Eigenart, Größe, Ortsbild | 656-03 |
| BW                             | Ulme        | Werder, Am Kleinen Zernowsee, südlich der Eisenbahnlinie zwischen See und Hans-Sachs-Str. auf einem Privatgrundstück. (52° 23′ 52,2″ N, 12° 54′ 33,1″ O) | Ulme (Ulmus spec.). Kronendurchmesser 20 m                         | Seltenheit, Eigenart                  | 656-04 |
| Weitere Bilder Fotos hochladen | Eiche       | Werder, Werder, Kemnitzer Chaussee vor Allgemeiner Förderschule Peter Joseph Lenné, auf Bürgersteig (52° 23′ 37,1″ N, 12° 53′ 55,7″ O)                   | Stiel-Eiche (Quercus robur). Kronendurchmesser 27 m                | Seltenheit, Eigenart, Wuchs           | 656-05 |